# Académie Julian

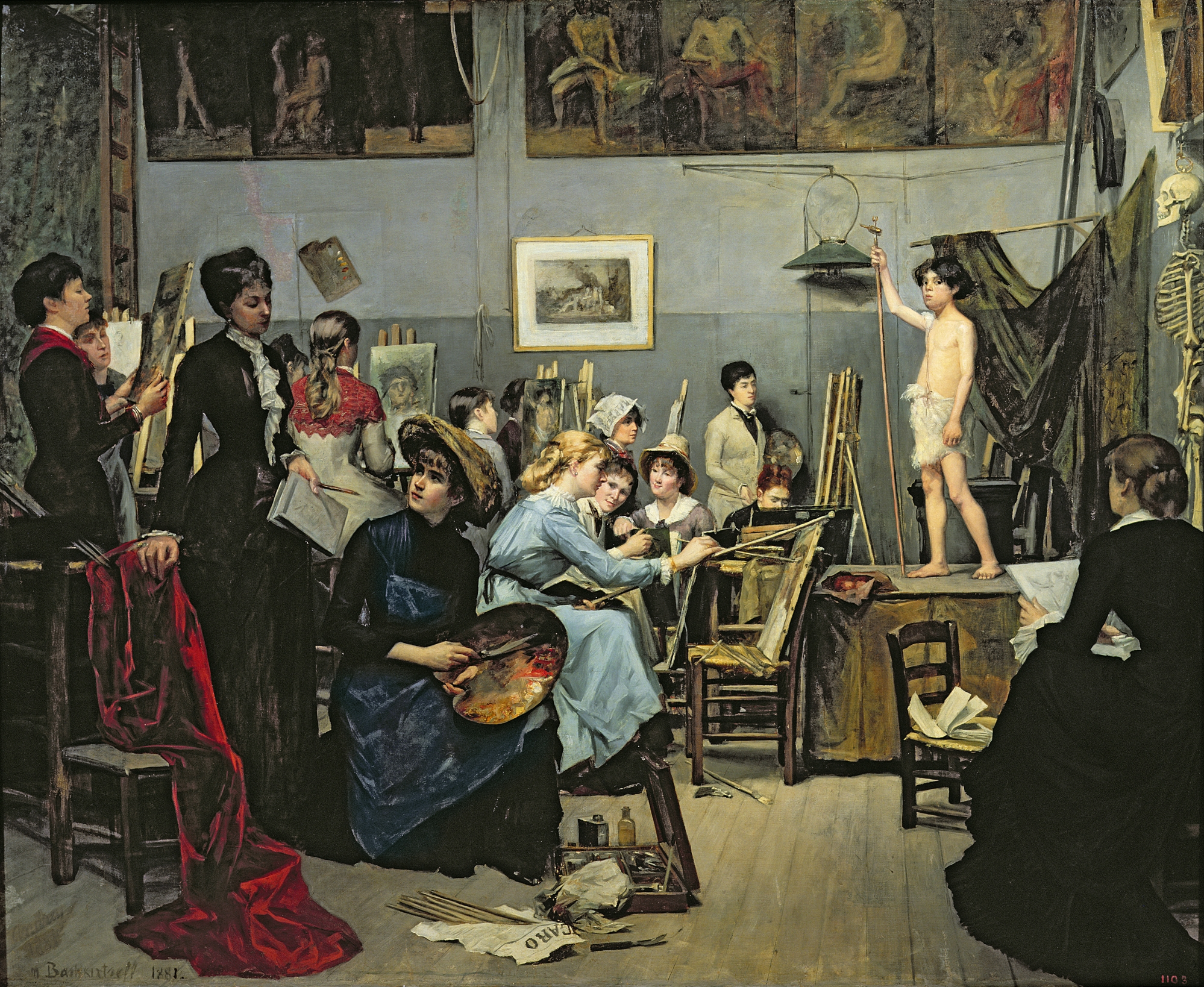
Het Atelier, Marie Bashkirtseff

De Académie Julian was een in hoog aanzien staande, in 1868 door de schilder Rodolphe Julian (1839-1907) aan de Galerie Montmartre 27 (thans de Passage des Panoramas) in het 2e arrondissement van Parijs gestichte privé kunstacademie.

## Geschiedenis
Destijds liet de officiële kunstopleiding in Parijs, de École des Beaux Arts, geen vrouwen toe. De nieuwe Académie evenwel accepteerde zowel mannen als vrouwen, zij het vaak in gescheiden klassen, en stond in de basisopleiding ook voor vrouwen het vak tekenen en schilderen naar naaktmodellen toe, hetgeen destijds als uiterst ongepast werd gezien.
De Académie Julian liet niet alleen professionele schilders en beeldhouwers toe, maar ook serieuze amateurs. Het werd de studenten toegestaan mee te dingen naar de Prix de Rome, een prijs die werd uitgeloofd aan jonge veelbelovende talenten. Ook Les Nabis (1888-1889) vonden hun oorsprong in de Académie Julian.
In de loop der tijd werden meerdere ateliers in Paris geopend en de Académie bestond tot het uitbreken van de Tweede Wereldoorlog. Van 1868 tot 1939 heeft de Académie duizenden schilders en beeldhouwers een kunstopleiding gegeven. 
De beide in 1890 in de Rue du Dragon 16 gevestigde ateliers werden in 1959 overgenomen en genoemd naar de docent en stichter Penninghen en de nieuwe opleiding draagt sinds 1968 de officiële naam École Supérieure des Arts Graphiques et d'Architecture Intérieure - Désign of ESAG Penninghen. In de volksmond heet de school evenwel nog steeds de Académie Julian en onder die naam wordt de school ook nog in het telefoonboek vermeld.

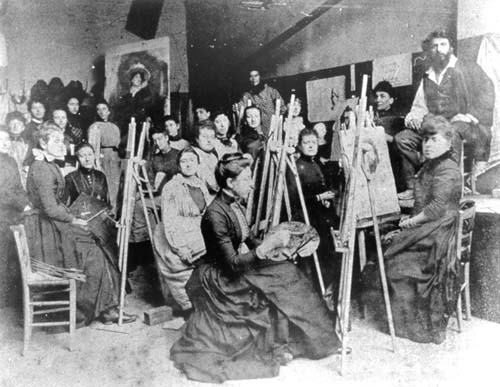
Atelier voor vrouwen, 1889

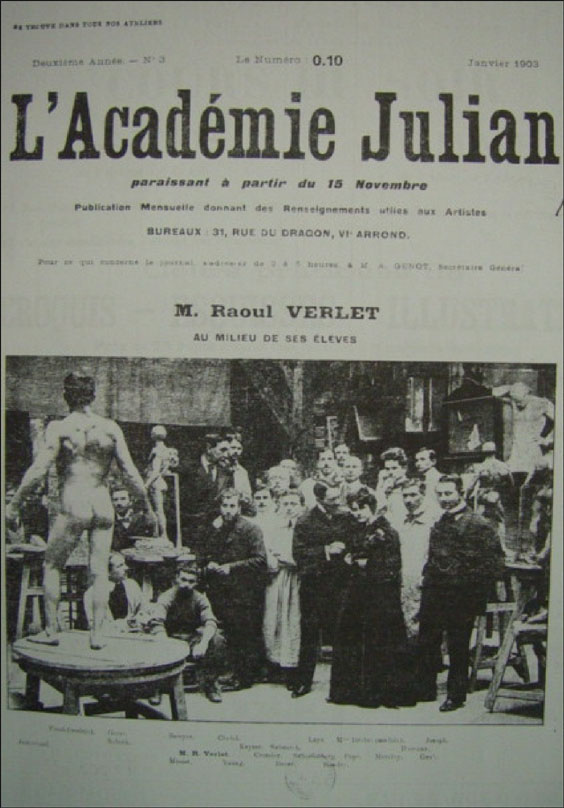
Revue de l'atelier, januari 1903

## Enkele alumni
- Karl Albiker
- Tarsila do Amaral
- Jean Arp
- Ernst Barlach
- Marie Bashkirtseff
- Pierre Bonnard
- Gutzon Borglum
- William Bouguereau
- Louise Bourgeois
- Lovis Corinth
- José de Creeft
- Louise De Hem
- Edmond De Maertelaere
- Maurice Denis
- André Derain
- Jean Dubuffet
- Marcel Duchamp
- Pierre Federspiel
- Akseli Gallen-Kallela
- Georges Gimel
- Agnes Goodsir
- Henri Goovaerts
- Martha Haffter[1]
- Huguette Heldenstein
- Ben Heyart
- Adrienne d'Huart
- Will Kesseler
- Fernand Khnopff
- Georg Kolbe
- Käthe Kollwitz
- Hildo Krop
- Louise Laridon
- Jacques Henri Lartigue
- Henk van Leeuwen van Oudewater
- Fernand Léger
- Dora Maar
- Henri Matisse
- Alfons Mucha
- Emil Nolde
- Joseph Raphael
- Robert Rauschenberg
- Hilla von Rebay
- Yola Reding
- Paul Sérusier
- Martha Stettler[2]
- Joseph-Germain Strock
- Mariette Teisserenc
- Félix Vallotton
- Jacques Villon
- Édouard Vuillard
- Alexis Wagner
- Helen Watson Phelps
- Édouard-Marie Weber (1914-2009)
- Antoinette de Weck-de Boccard[3]
- Clara Westhoff